# 張憲平
張憲平（1943年—），苗栗縣竹南鎮人，臺灣竹籐編工藝家，憑藉家中藺草編織事業之根基自學竹籐編技藝，並創竹籐編器仿古生漆髹塗技法，獲人間國寶登錄及國家工藝成就獎肯定。

## 生平

### 成長背景
家中三代皆從事藺草編織。祖父的涼席編織技藝在苗栗苑裡及台中大甲頗負盛名，父親開設工廠將草蓆量產化為經濟模式。1967年繼承家業從事藺草編織工作，28歲時在日本接獲委託找尋臺灣竹編燈籠的廠商，但尋獲之試作品，不甚理想。有鑑於兒時藺草編織接觸之經驗，開始嘗試自己試作，從材料開始到模擬民間器物製作，獨自摸索出竹編之技藝，成為竹籐編織專家。

### 作品風格及影響
創作題材擅長自生活中獲取，在傳統竹編架構中，結合立體技法，自創竹籐編器仿古生漆髹塗技法，有助於延長及保護竹編藝品之生命。
作品類型主要可分為4種：
1. 連續幾何紋樣編製。
2. 雕刻般的立體編製，於表面呈現動、植物等立體紋樣。
3. 以展現竹材料的「輕、空」特性作品。
4. 大型組合裝置藝術。

創作之餘也開始傳承工藝技法及培育人才，1983年起開始在苗栗南庄鄉公所傳授原住民傳統竹籐工藝，2000-2005大葉大學造型藝術系竹籐工藝講師，2001東勢農會擔任竹籐編藝研習班講師，2015勞動部-名師出高徒傳習計畫，2016-2017重要傳統工藝竹籐編工藝-張憲平傳習計畫，2017亞太創意技術學院兼任工藝講師。培育出潘三妹、張鳳奇、程精鈞等工藝家。

## 榮譽
1990年 榮獲教育部頒發第六屆「民族藝術薪傳獎」
1990年〈藤編提籃〉作品獲國立故宮博物院收藏
1992~1994 年 榮獲文建會「民族工藝獎」三等獎、二等獎
1997年 參加文建會「民族工藝大展」展演 
1997年 應邀於臺灣省立美術館舉行「張憲平竹藝展」 
1997年 參加美國紐約華盛頓「歡喜臺灣週」展演
2002年 赴義大利羅馬國立東方美術館「馬年特展」展演
2010年 獲「臺灣工藝之家認證」
2011年 獲苗栗縣政府登錄認定為傳統工藝「竹籐編織」保存者
2016年 獲文化部登錄認定為重要傳統工藝「竹籐編」保存者-人間國寶
2017年 獲頒「國家工藝成就獎」

## 作品
1. 〈藤編提籃〉[6]
2. 〈雅砌〉[2]
3. 〈龍蟠〉[7]
4. 〈春湖〉[8]
5. 〈漣漪〉[9]

## 作品集及出版著作
1. 《張憲平竹藝展》出版單位：國立臺灣美術館 出版日期：1997-05-24[10] 。
2. 《縱橫竹籐 : 張憲平的人與藝》 出版單位：中縣文化 出版日期：2001-05[11]。
3. 《張憲平竹藝專輯》 出版單位：苗縣文化局 出版日期：2003-03[12]。
4. 《經緯拾光─2021張憲平竹籐編織創作展專輯》 出版單位：國立彰化生活美學館 出版日期：2021-07[13] 。
5. 《藤繞的23種技法》 出版單位：國立臺灣工藝研究發展中心 出版日期：2009-06，擔任指導顧問、示範教學、資料協助[14]。